# Adilabad
Adilabad é uma cidade e um município no distrito de Adilabad, no estado indiano de Telanganá. Tem uma população de 108 233 habitantes (censo de 2001). É a capital do distrito com o mesmo nome. O distrito ocupa uma área de 16 105 km², tendo uma população de 2 479 347 (de acordo com o censo de 2001).

## História
Adilabad deriva o seu nome de um governador de Bijapur, Ali Adil Xá. Historicamente, Abilabad tem sido foco de uma variedade de culturas. Devido à sua posição geográfica, na fronteira entre a Índia central e do sul, foi governada por dinastias norte-indianas (mogóis e máurias) e sul-indianas (satavanas e chaluquias). Os correntes aspectos culturais do distrito incorporam elementos significativos da adjacente cultura Marata, na cultura nativa dos télugos.

## Geografia
Adilabad está localizada a 19° 40′ N, 78° 32′ L. Tem uma altitude média de 264 metros (866 pés).
O distrito está situado na fronteira norte de Telanganá, tendo fronteiras com o estado de Maarastra. Os rios Godavari, Penganga e Wardha banham a região.

## Demografia
Segundo o censo de 2001, Adilabad tinha uma população de 108 233 habitantes. Os indivíduos do sexo masculino constituem 51% da população e os do sexo feminino 49%. Adilabad tem uma taxa de literacia de 65%, superior à média nacional de 59,5%; com 57% para o sexo masculino e 43% para o sexo feminino. 14% da população está abaixo dos 6 anos de idade.

## Factos
- A atividade rural é predominante: 73,52% da população.
- Existem mais homens que mulheres: a proporção é de 1 000:980
- A percentagem de literacia é de 27,8%: abaixo da média do estado (37,8%)

## Política
O distrito elege dois deputados e nove membros para a assembleia legislativa.

## Locais de interesse
Na localidade de Basara pode-se encontrar um templo amplamente conhecido no estado, dedicado à deusa Saraswathi. As quedas de água de Kuntala, perto de Kuntala, são as maisaltas do estado (45 m). O santuário de vida selvagem de Kawal, perto de Jannaram, é relevante do ponto de vista da avifauna.